# 20 van Alphen

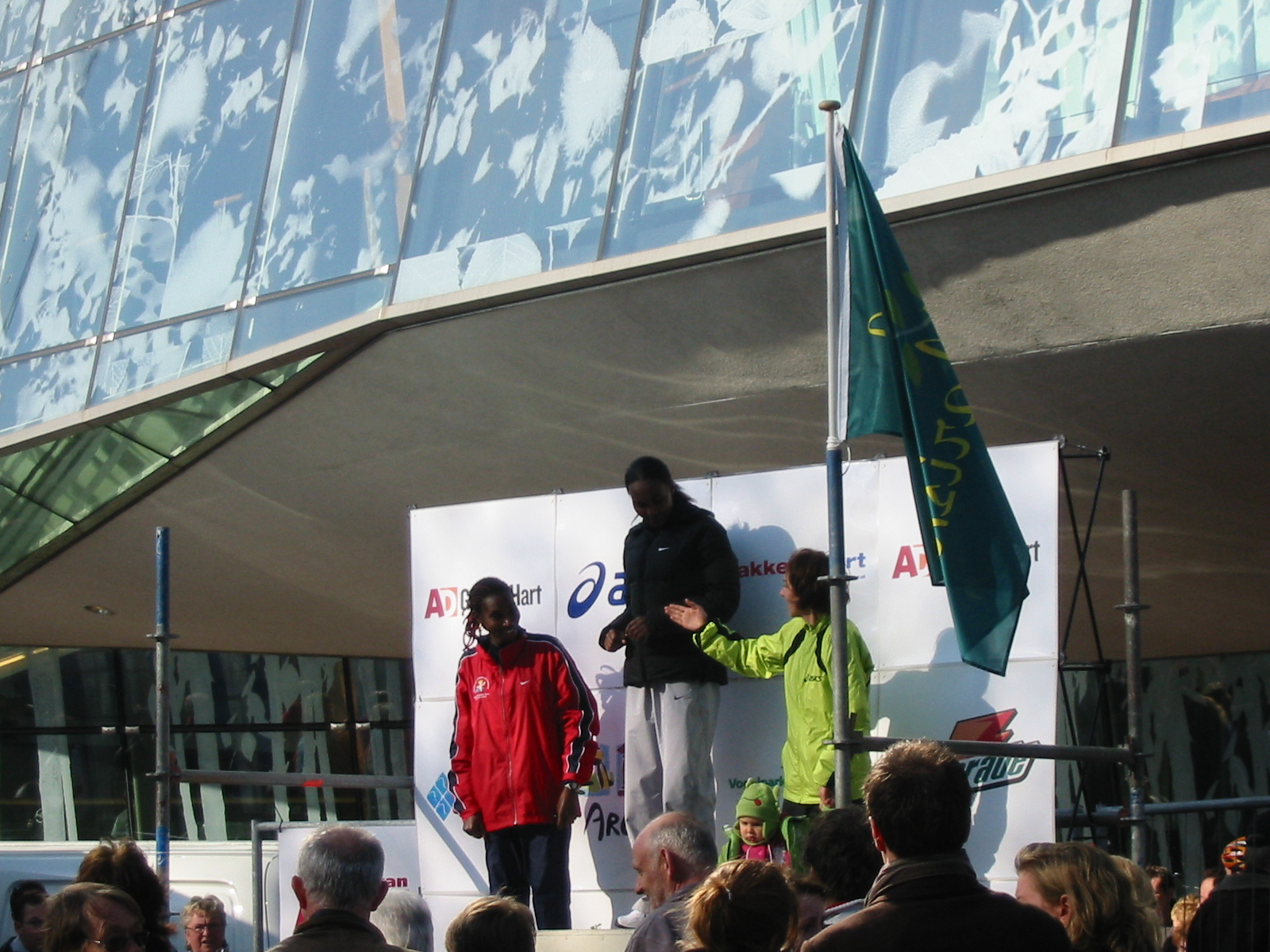
Winnende dames 2007

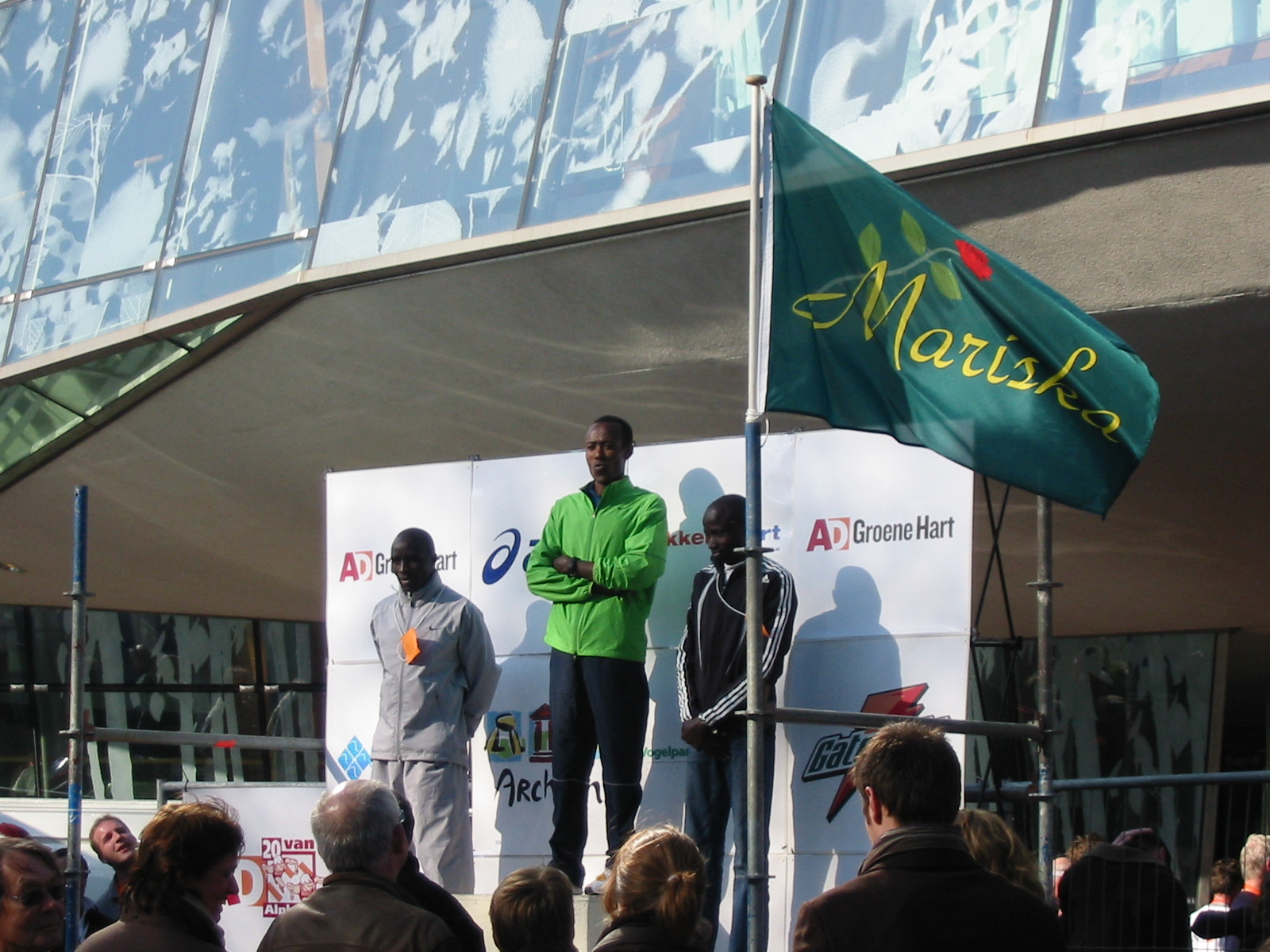
Winnende heren 2007

De 20 van Alphen is een hardloopwedstrijd die jaarlijks plaatsvindt in Alphen aan den Rijn. De wedstrijd wordt gezien als een openingsklassieker, de eerste in het jaar. Naast de wedstrijdloop over de afstand van 20 km, wordt ook gelopen over afstanden van 10, 5, 2,5 en 1 km. Bovendien is er een businessloop. De 1 km prestatieloop is een Family Run.

## Geschiedenis
De eerste 20 van Alphen werd georganiseerd in 1953. Het evenement vond toen nog niet jaarlijks plaats. Sinds 1975 wordt het evenement elk jaar gehouden. Oorspronkelijk werd de afstand gelopen op zaterdag, maar sinds 2000 wordt de wedstrijd op zondag gehouden.
Vanaf 1987 kreeg de wedstrijd status als internationale wegwedstrijd. Sinds 1990 maakte de 20 van Alphen onderdeel uit van de Run Classics.

## Parcours
Het parcours van de 20 km wedstrijd bestaat uit een aantal lussen door het centrum van Alphen aan den Rijn en een lang stuk langs het Aarkanaal en de Zegersloot. Er wordt gestart aan de Prins Bernhardlaan en gefinisht voor het nieuwe stadhuis aan het Stadhuisplein.

## Parcoursrecords (20 km)
- Mannen: 56.51 - Eshetu Wendimu  Ethiopië (2007)
- Vrouwen: 1:03.54 - Lornah Kiplagat  Kenia (2001)

## Uitslagen
| Jaar          | Snelste man           | Land                | Tijd    | Snelste vrouw         | Land                | Tijd      |
| ------------- | --------------------- | ------------------- | ------- | --------------------- | ------------------- | --------- |
| 3 maart 2024  | Cedric Van de Putte   | België              | 1:04.44 | Sanne Broeksma        | Nederland           | 1:16.56   |
| 12 maart 2023 | Jasper Boot           | Nederland           | 1:05.05 | Mireille Baart        | Nederland           | 1:17.34   |
| 1 maart 2020  | David Nilsson         | Zweden              | 1:00.31 | Maureen Koster        | Nederland           | 1:07.53   |
| 24 maart 2019 | Tiidrek Nurme         | Estland             | 1:00.57 | Hanne Verbruggen      | België              | 1:10.42   |
| 4 maart 2018  | Koen Naert            | België              | 1:01.41 | Eva Vrabcova          | Tsjechië            | 1:09.32   |
| 5 maart 2017  | Koen Naert            | België              | 1:01.07 | Veerle Dejaeghere     | België              | 1:13.22   |
| 6 maart 2016  | Marius Ionescu        | Roemenië            | 1:01.09 | Kim Dillen            | Nederland           | 1:10.55   |
| 1 maart 2015  | Marius-Viorel Ionescu | Roemenië            | 1:01.27 | Kim Dillen            | Nederland           | 1:10.39   |
| 2 maart 2014  | Abdi Nageeye          | Nederland           | 1:00.18 | Jamie van Lieshout    | Nederland           | 1:11.45   |
| 3 maart 2013  | Abdi Nageeye          | Nederland           | 58.51   | Ruth van der Meijden  | Nederland           | 1:10.11   |
| 4 maart 2012  | Michael Mutai         | Kenia               | 59.30   | Ruth van der Meijden  | Nederland           | 1:11.16   |
| 6 maart 2011  | Bernard Chepkok       | Kenia               | 59.26   | Shitaye Bedaso        | Ethiopië            | 1:07.37   |
| 7 maart 2010  | Bernard Chepkok       | Kenia               | 58.18   | Pauline Wangui        | Kenia               | 1:06.21   |
| 8 maart 2009  | Wilson Chebet         | Kenia               | 57.01   | Pauline Wangui        | Kenia               | 1:06.39   |
| 9 maart 2008  | Dennis Musembi Ndiso  | Kenia               | 57.15   | Ayelech Worku         | Ethiopië            | 1:09.02   |
| 11 maart 2007 | Eshetu Wendimu        | Ethiopië            | 56.51   | Robe Tola             | Ethiopië            | 1:07.45,1 |
| 12 maart 2006 | Salim Kipsang         | Kenia               | 58.17   | Maria Mihaela Botezan | Roemenië            | 1:08.02   |
| 6 maart 2005  | Felix Limo            | Kenia               | 58.34   | Kirsten Otterbu       | Noorwegen           | 1:09.05   |
| 7 maart 2004  | Salah Hissou          | Marokko             | 57.54   | Simona Staicu         | Hongarije           | 1:07.51   |
| 9 maart 2003  | Shadrack Hoff         | Zuid-Afrika         | 58.33   | Joyce Chepchumba      | Kenia               | 1:06.58   |
| 10 maart 2002 | Wilson Kigen          | Kenia               | 58.47   | Shitaye Gemechu       | Ethiopië            | 1:06.55   |
| 11 maart 2001 | Richard Kiprono       | Kenia               | 58.15   | Lornah Kiplagat       | Kenia               | 1:03.54   |
| 12 maart 2000 | Hendrick Ramaala      | Zuid-Afrika         | 57.58   | Joyce Chepchumba      | Kenia               | 1:05.16   |
| 13 maart 1999 | Greg van Hest         | Nederland           | 58.04   | Joyce Chepchumba      | Kenia               | 1:06.40   |
| 14 maart 1998 | Clement Kiprotich     | Kenia               | 58.42   | Lornah Kiplagat       | Kenia               | 49.13     |
| 8 maart 1997  | Marco Gielen          | Nederland           | 58.56   | Joyce Chepchumba      | Kenia               | 49.20     |
| 6 maart 1996  | Paul Evans            | Engeland            | 58.47   | Joyce Chepchumba      | Kenia               | 50.09     |
| 11 maart 1995 | Marco Gielen          | Nederland           | 58.52   | Katrin Wessel         | Duitsland           | 49.47     |
| 13 maart 1994 | Stephan Freigang      | Duitsland           | 59.00   | Christine Toonstra    | Nederland           | 51.06     |
| 13 maart 1993 | Paul Evans            | Engeland            | 59.30   | Katrin Wessel         | Duitsland           | 51.02     |
| 7 maart 1992  | Nada Saktay           | Tanzania            | 58.47   | Heléna Barócsi        | Hongarije           | 50.55     |
| 3 maart 1991  | Carsten Eich          | Duitsland           | 59.40   | Katrin Dörre          | Duitsland           | 49.53     |
| 10 maart 1990 | Marti ten Kate        | Nederland           | 1:00.10 | Carla Beurskens       | Nederland           | 51.42     |
| 11 maart 1989 | Marti ten Kate        | Nederland           | 57.29   | Alison Gooderham      | Verenigd Koninkrijk | 51.01     |
| 12 maart 1988 | John Vermeule         | Nederland           | 58.34   | Alison Gooderham      | Verenigd Koninkrijk | 51.20     |
| 14 maart 1987 | Marti ten Kate        | Nederland           | 57.57   | Carla Beurskens       | Nederland           | 49.59     |
| 8 maart 1986  | Cor Lambregts         | Nederland           | 58.23   | Carla Beurskens       | Nederland           | 48.59     |
| 9 maart 1985  | Mike Bishop           | Verenigd Koninkrijk | 58.27   | Carla Beurskens       | Nederland           | 49.09     |
| 10 maart 1984 | Marti ten Kate        | Nederland           | 59.48   | Carla Beurskens       | Nederland           | 50.01     |
| 12 maart 1983 | Cor Lambregts         | Nederland           | 57.40   | Magda Ilands          | België              | 53.21     |
| 13 maart 1982 | Cor Vriend            | Nederland           | 1:00.35 | Annie van Stiphout    | Nederland           | 53.48     |
| 7 maart 1981  | Gerard Mentink        | Nederland           | 1:02.49 | Marja Wokke           | Nederland           | 53.11     |
| 8 maart 1980  | Gerard Nijboer        | Nederland           | 1:01.02 | Marja Wokke           | Nederland           | 51.53     |
| 10 maart 1979 | Roger Michielsen      | België              | 1:02.38 | Trijnie Smeenge       | Nederland           | 1:02.16   |
| 11 maart 1978 | Roelof Veld           | Nederland           | 1:02.18 | Corrie van der Meer   | Nederland           | 1:00.13   |
| 12 maart 1977 | Roelof Veld           | Nederland           | 1:03.09 | Corrie van der Meer   | Nederland           | 1:01.05   |